# 1735年の相撲
1735年の相撲（1735ねんのすもう）は、1735年の相撲関係のできごとについて述べる。

## 興行
- 4月場所（大坂相撲）[1]
  - 興行場所:大坂堀江
- 5月場所（京都相撲）[2]
  - 6月27日（旧5月7日）より興行